# Neoantistea unifistula
Espèce
Neoantistea unifistula est une espèce d'araignées aranéomorphes de la famille des Hahniidae.

## Distribution
Cette espèce est endémique du Veracruz au Mexique,.

## Description
La femelle holotype mesure 3,00 mm.

## Publication originale
- Opell & Beatty, 1976 : The Nearctic Hahniidae (Arachnida: Araneae). Bulletin of the Museum of Comparative Zoology, vol. 147, no 9, p. 393-433 (texte intégral).